# Flow (videogioco)
Flow (stilizzato come flOw) è un videogioco indie creato da Jenova Chen e Nicholas Clark, originariamente distribuito come gioco Flash nel 2006 e rielaborato nel 2007 per PlayStation 3. SuperVillain Studios ha distribuito una versione del gioco nel 2008 per PlayStation Portable.
In Flow il giocatore utilizza un microrganismo con lo scopo di farlo fluttuare in un ambiente a livelli che ricorda molto un brodo primordiale in due dimensioni con lo scopo di farlo evolvere grazie al consumo di altri microrganismi. Si possono controllare fino a sei microrganismi con forme e caratteristiche differenti.
La versione in Flash del gioco ha avuto oltre 100 000 download nelle prime due settimane di uscita, ed è stato giocato oltre 3,5 milioni di volte entro il 2008. Per quanto riguarda la console PlayStation 3, Flow è stato il gioco più scaricato sul PlayStation Network nel 2007, ed ha vinto il premio Miglior gioco scaricabile ai 2008 Game Developers Choice Awards.
Lo stile del gioco è stato ripreso anche nel più noto titolo per PC Spore.
Molti giocatori e critici, osservando la sua semplicità del gameplay, lo consideravano, più che un gioco, un vero pezzo d'arte.